# Kenzaburō Ōe
Kenzaburō Ōe (japonès: 大江 健三郎)  (Ōse, 31 de gener de 1935 - Tòquio, 3 de març de 2023) fou un escriptor japonès que rebé el Premi Nobel de Literatura l'any 1994.

## Primera vida i educació
Ōe va néixer a Ōse (大瀬村, Ōse-mura), un poble ara a 

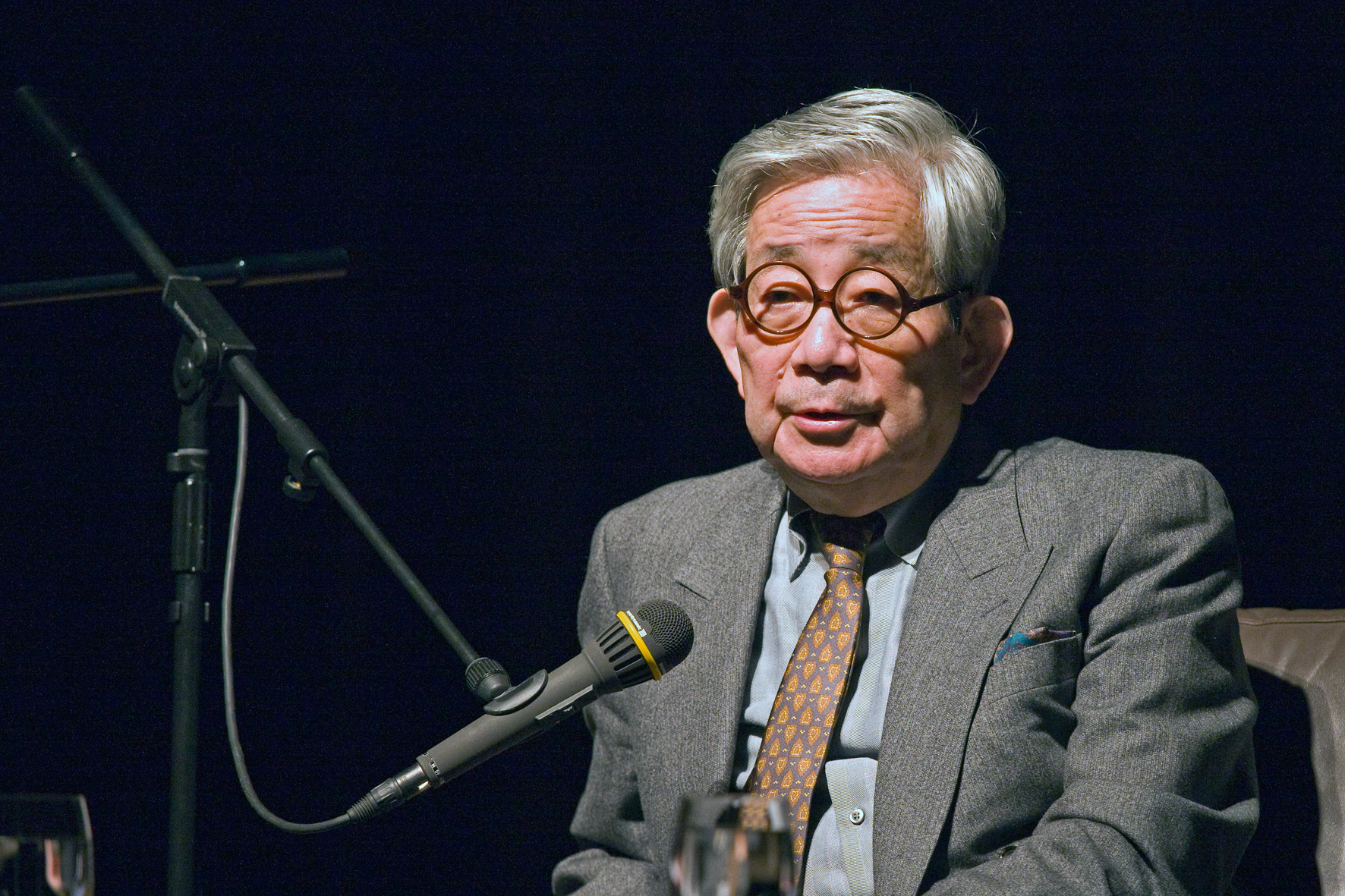
Kenzaburo Oe a l'Institut de Cultura Japonesa de Colònia (Alemanya) el 2008

Utxiko, prefectura d'Ehime, a Shikoku. Tercer de set fills, va créixer escoltant la seva àvia, narradora de mites i folklore, que també va explicar la història oral dels dos aixecaments a la regió abans i després de la Restauració Meiji. El seu pare, Kōtare Ōe, tenia un negoci d'escorça; l'escorça s'utilitzava per fer paper moneda. Després de la mort del seu pare a la Guerra del Pacífic el 1944, la seva mare, Koseki, es va convertir en la força impulsora de la seva educació, comprant-li llibres com Les aventures de Huckleberry Finn i Les meravelloses aventures de Nils, que van tenir una influència formativa en ell.
Ōe va rebre els primers deu anys de la seva educació a les escoles públiques locals. Va començar l'escola durant el pic del militarisme al Japó; a classe, es va veure obligat a manifestar la seva lleialtat a l'emperador Hirohito, que el seu mestre deia que era un déu. Després de la guerra, es va adonar que li havien ensenyat mentides i es va sentir traït. Aquest sentiment de traïció va aparèixer més tard en els seus escrits.
Ōe va anar a l'escola secundària a Matsuyama de 1951 a 1953, on va destacar com a estudiant. Als 18 anys va fer el seu primer viatge a Tòquio, on va estudiar durant un any a una escola preparatòria (yobikō). L'any següent, va començar a estudiar literatura francesa a la Universitat de Tòquio amb el professor Kazuo Watanabe, especialista en François Rabelais. S'interessà per la literatura de Jean-Paul Sartre.

## Carrera
Ōe va començar a publicar contes l'any 1957, quan encara era estudiant, molt influenciat per l'escriptura contemporània a França i als Estats Units. La seva primera obra que es va publicar va ser "Lavish are the Dead", un relat breu ambientat a Tòquio durant l'ocupació estatunidenca, que va aparèixer a la revista literària Bungakukai. Les seves primeres obres es van situar en el seu mateix entorn universitari.
El 1958, el seu conte "Shiiku" (飼育) va ser guardonat amb el Premi Akutagawa. El treball tractava d'un GI negre ambientat per joves japonesos, i més tard es va convertir en una pel·lícula, The Catch de Nagisa Oshima el 1961. Una altra novel·la primerenca, més tard traduïda com Nip the Buds, Shoot the Kids, es va centrar en els nens petits que vivien en les transformacions arcadianes de la pròpia infància rural de Shikoku d'Ōe. Ōe va identificar aquestes figures infantils com a pertanyents a l'arquetip del déu infantil de Jung i Kerényi, que es caracteritza per l'abandonament, l'hermafrodisme, la invencibilitat i l'associació amb el principi i el final. Les dues primeres característiques estan presents en aquestes primeres històries, mentre que les dues últimes característiques passen a primer pla en les històries del nen idiota que van aparèixer després del naixement del seu fill Hikari.
Entre 1958 i 1961 Ōe va publicar una sèrie d'obres que incorporaven metàfores sexuals de l'ocupació del Japó. Va resumir el tema comú d'aquestes històries com «la relació d'un estranger com a gran potència [Z], un japonès que es troba més o menys en una posició humiliant [X] i, entre ambdós, el tercer [Y] (de vegades una prostituta que atén només a estrangers o un intèrpret)». En cadascuna d'aquestes obres, la X japonesa està inactiva, no pren la iniciativa per resoldre la situació i no mostra cap desenvolupament psicològic o espiritual. La naturalesa gràficament sexual d'aquest grup d'històries va provocar una reacció crítica; Ōe va dir de la culminació de la sèrie Our Times: «Personalment m'agrada aquesta novel·la [perquè] no crec que mai escriuré una altra novel·la que estigui plena només de paraules sexuals».
El 1961, les novel·les d'Ōe Disset i La mort d'una joventut política es van publicar a la revista literària japonesa Bungakukai. Tots dos es van inspirar en Yamaguchi Otoya, de disset anys, que havia assassinat el president del Partit Socialista del Japó, Inejirō Asanuma l'octubre de 1960, i després es va suïcidar a la presó tres setmanes després. Yamaguchi tenia admiradors entre l'extrema dreta que es van enfadar per La mort d'una joventut política i tant Ōe com la revista van rebre amenaces de mort dia i nit durant setmanes. La revista aviat es va disculpar amb els lectors, però Ōe no ho va fer, i més tard va ser agredit físicament per un dretà enfadat mentre donava un discurs a la Universitat de Tòquio.
La següent fase d'Ōe es va allunyar del contingut sexual, canviant aquesta vegada cap als marges violents de la societat. Les obres que va publicar entre 1961 i 1964 estan influenciades per l'existencialisme i la literatura picaresca, poblada de canalla més o menys criminal i antiherois la posició dels quals al marge de la societat els permet fer-hi crítiques puntuals.  Es pot dir que l'admissió d'Ōe que Huckleberry Finn de Mark Twain és el seu llibre favorit troba un context en aquest període.

### Influència d'Hikari
Ōe va acreditar que el seu fill Hikari va influir en la seva carrera literària. Ōe va intentar donar al seu fill una veu a través de la seva escriptura. Diversos llibres d'Ōe presenten un personatge basat en el seu fill.
Al llibre d'Ōe de 1964, A Personal Matter, l'escriptor descriu el trauma psicològic que implica acceptar el seu fill danyat cerebral a la seva vida. Hikari ocupa un lloc destacat en molts dels llibres elogiats pel comitè Nobel, i la seva vida és el nucli del primer llibre publicat després que Ōe va rebre el Premi Nobel. El llibre de 1996, A Healing Family, és una memòria escrita com a col·lecció d'assajos.
Hikari va tenir una forta influència en Pare, on vas?, Ensenyeu-nos a superar la nostra bogeria i El dia que ell mateix m'eixugarà les llàgrimes, tres novel·les que reelaboren la mateixa premissa: el pare d'un fill discapacitat intenta recrear la vida del seu propi pare, que es va tancar i va morir. El desconeixement del protagonista del seu pare es compara amb la incapacitat del seu fill per entendre'l; la manca d'informació sobre la història del seu pare fa que la tasca sigui impossible de completar, però capaç de repetir sense fi, i, «la repetició es converteix en el teixit de les històries».

### 2006 a 2008
El 2005, dos oficials militars japonesos retirats van demandar a Ōe per difamació pel seu llibre d'assaigs de 1970, Okinawa Notes, en què havia escrit que membres de l'exèrcit japonès havien coaccionat masses de civils d'Okinawa perquè es suïcidissin durant la invasió aliada de l'illa el 2005. 1945. El març de 2008, el Tribunal de Districte d'Osaka va desestimar tots els càrrecs contra Ōe. En aquesta sentència, el jutge Toshimasa Fukami va declarar: «L'exèrcit estava profundament implicat en els suïcidis massius». En una conferència de premsa després del judici, Ōe va dir: «El jutge va llegir amb precisió el meu escrit».
Ōe no va escriure gaire durant els gairebé dos anys (2006–2008) del seu cas de difamació. Va començar a escriure una nova novel·la, que The New York Times va informar que presentaria un personatge «basat en el seu pare», un acèrrim partidari del sistema Imperial que es va ofegar en una inundació durant la II Guerra Mundial.

### 2013
Bannen Yoshikishu, la seva última novel·la, és la sisena d'una sèrie amb el personatge principal de Kogito Choko, que es pot considerar l'alter ego literari d'Ōe. La novel·la també és, en cert sentit, la culminació de les novel·les I que Ōe va continuar escrivint des que el seu fill va néixer amb discapacitat mental el 1963. A la novel·la, Choko perd l'interès per la novel·la que havia estat escrivint quan el terratrèmol i el tsunami del Gran Japó oriental van colpejar la Regió de Tōhoku l'11 de març de 2011. En canvi, comença a escriure sobre una època de catàstrofe, així com sobre el fet que ell mateix s'acostava als 70 anys.

## Obra literària
La seva vocació literària parteix de la necessitat d'alleujar el desarrelament cultural i recuperar el que anomenà "la mitologia del meu poble". Les seves obres, influenciades fortament per la literatura francesa, estatunidenca i la teoria literària, enganxen amb les idees polítiques, socials i filosòfiques incloent-hi les armes nuclears, el no-conformisme social i l'existencialisme. El seu estil és directe, de frases curtes i contundents, que es nodreix de poderoses imatges poètiques i abundants reflexions metafísiques.
El 1958, rebé el prestigiós Premi Akutagawa per la seva novel·la Shiiku, traduïda al català com La presa per Albert Nolla en Edicions de 1984 (2014), en la qual narra les seves vivències infantils, i el 1967 el Premi Tanizaki per Manen gannen no futtoboru (El crit silenciós).
El 1963, va néixer el seu fill Hikari Ōe ('Llum'), discapacitat per una hidrocefàlia i autista. Aquest esdeveniment es va convertir en l'eix principal de la seva vida i de la seva obra, i títols com Una qüestió personal (1964), Mannen gannen futtoboru (El crit silenciós, 1967) i Warera no kyōki wo ikinobiru michi wo oshieyo (Digues-nos com sobreviure a la nostra bogeria, 1969) giren, en major o menor mesura, al voltant de la malaltia del seu fill.
L'any 1994, fou guardonat amb el Premi Nobel de Literatura que amb la força poètica de la seva obra ha creat un món imaginari, en què la vida i el mite es condensen per a formar un quadre desconcertant dels problemes de l'ésser humà en els nostres dies.
Al setembre de 2012, es publicà per primera vegada una traducció catalana d'un llibre d'Ōe, Una qüestió personal, feta per Albert Nolla.

### Obra seleccionada
| - 1958: Shisha no ogori - 1958: Memushiri kouchi - 1958: Miru mae ni tobe - 1963: Nichijo seikatsu no boken - 1964: Una qüestió personal - 1965: Hiroshima noto - 1967: Man'en gannen no futtoboru - 1969: Warera no kyoki o iki nobiru michi o oshieyo - 1970: Okinawa noto - 1978: Shosetsu no hoho - 1983: Atarashii hito yo, mezameyo | - 1986: Natsukashii toshi e no tegami - 1986: M/T to mori no fushigi no monogatari - 1989: Jinsei no shinseki - 1990: Chiryo no to - 1993: Sukuinushi' ga nagura reru made - 1994: Yureugoku (Vashirēshon) - 1994: Ōinaru hi ni - 1995: Kaifukusuru kazoku - 2001: Torikae ko (Chenjiringu) - 2002: Ureigao no dōji - 2003: Ni hyaku nen no kodomo - 2005: Sayōnara, watashi no hon yo! |